# Doix
Doix ist eine ehemalige französische Gemeinde mit 985 Einwohnern (Stand: 1. Januar 2022) im Département Vendée in der Region Pays de la Loire. Sie gehörte zum Arrondissement Fontenay-le-Comte und zum Kanton Fontenay-le-Comte. Die Einwohner werden Doixerains genannt. Seit dem 1. Januar 2016 ist Doix mit der Nachbargemeinde Fontaines zur Commune nouvelle Doix lès Fontaines zusammengeschlossen.

## Geographie
Doix liegt etwa sieben Kilometer südlich des Stadtzentrums von Fontenay-le-Comte.

## Bevölkerungsentwicklung
| Jahr                      | 1962 | 1968 | 1975 | 1982 | 1990 | 1999 | 2006 | 2013 |
| Einwohner                 | 640  | 590  | 582  | 764  | 813  | 793  | 801  | 941  |
| Quelle: Cassini und INSEE |      |      |      |      |      |      |      |      |

## Sehenswürdigkeiten

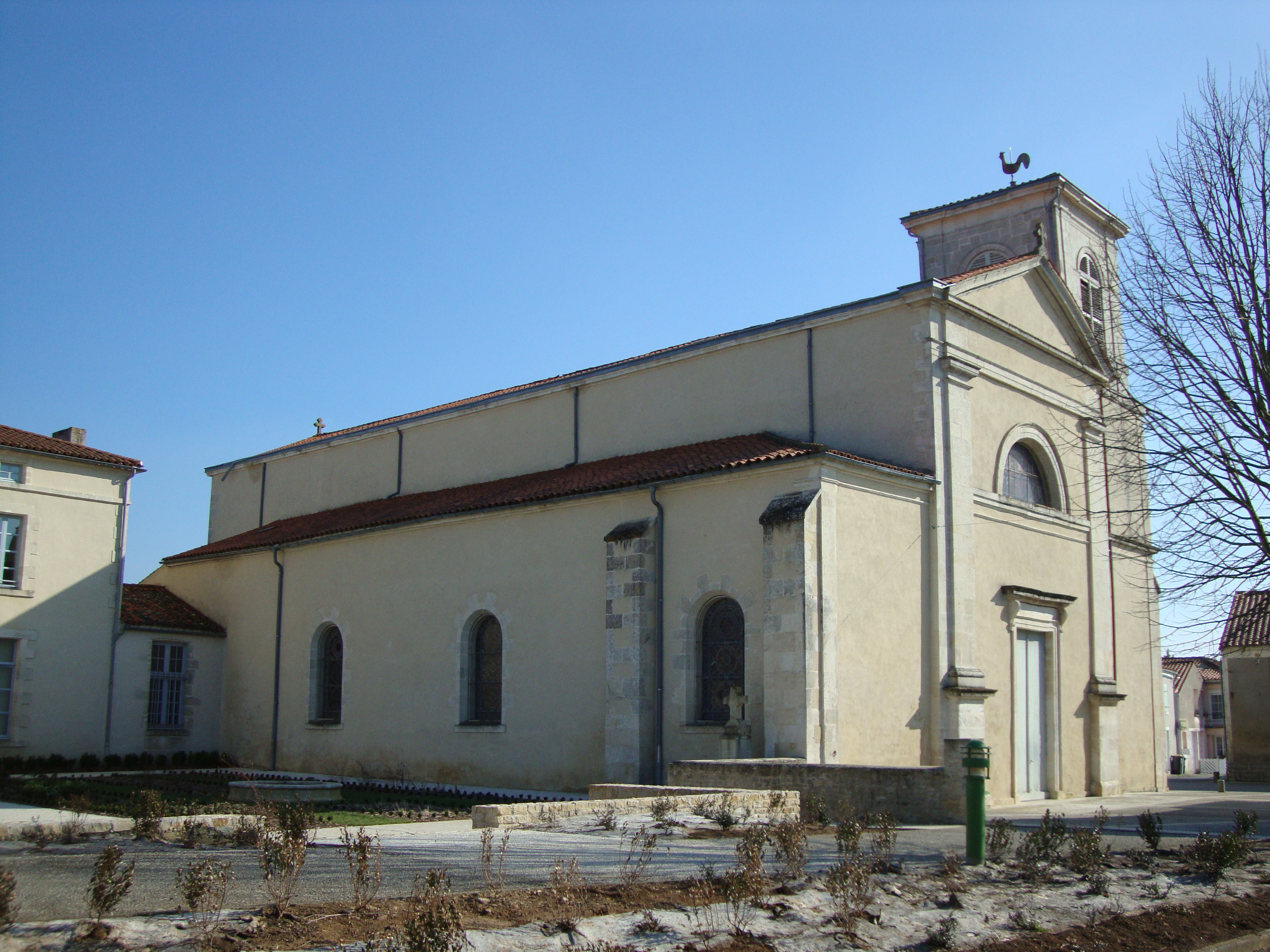
Kirche Saint-Pierre
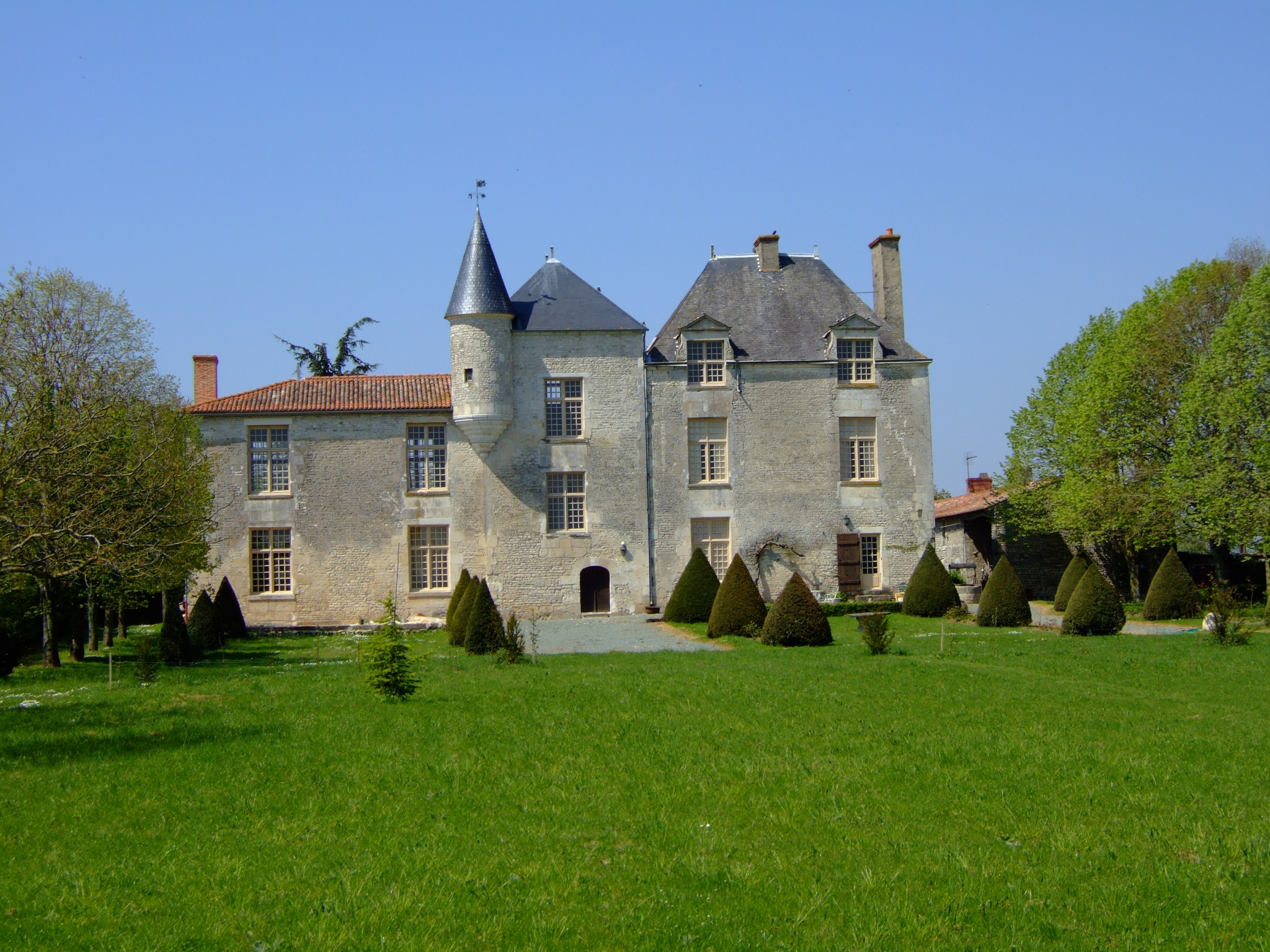
Schloss Doix, 1656 errichtet

- Kirche Saint-Pierre
- Schloss Doix